# 스티브 안젤로
스티브 안젤로(Steve Angello, 1982년 11월 22일 ~ )는 스웨덴의 음악 프로듀서로, 스웨디시 하우스 마피아의 일원이었다. (2013년 해체)